# Грот
 Тази статия е за ветроходното ветрило.  За германския художник вижте Георг Кристоф Грот.  
Грот (от на нидерландски: groot „голямо“) е най-важното ветрило, което се издига от гротмачтата (или единствената мачта) на ветроходен плавателен съд.
При съдове с право стъкмяване той е най-ниското и най-голямо ветрило на грот-мачтата.
При съдове с косо стъкмяване той е най-ниското, най-голямото и често единственото ветрило, което се опъва зад грот-мачтата и се управлява отдолу от греда, наречена гик. Ветрило, опънато в тази позиция без гик най-често се нарича трисел и се използва при много лошо време.
Съвременното бермудско стъкмяване използва триъгълен грот като единствено ветрило зад мачтата, плътно координирано с един стаксел за плаване срещу вятъра. Един голям стаксел или генуа често е по-голям от грота. При движение по вятъра стакселът се заменя със спинакер.
При традиционните коси стъкмявания за управление на горния ръб на грота се използва гафел, като над него се опъва понякога марсел.
Грот се нарича понякога съкратено и гротмачтата.